# Співвідношення нейтронів до протонів у Всесвіті
Співвідношення кількості протонів і нейтронів у Всесвіті є наріжним каменем нашого розуміння космічної еволюції та процесів, які керують формуванням матерії. Це співвідношення в основному було визначено в перші кілька хвилин після Великого вибуху протягом періоду, відомого як первинний нуклеосинтез. Розуміння цього співвідношення проливає світло на умови раннього Всесвіту та подальше формування елементів.

## Ранній всесвіт[1][2][3]

### Теплова рівновага і слабкі ядерні сили
У перші частки секунди після Великого вибуху Всесвіт перебував у надзвичайно гарячому і щільному стані, з температурами, що перевищували {\displaystyle 10^{10}}  K (приблизно 1 МеВ в енергетичних одиницях). У цю епоху протони ({\displaystyle p}) і нейтрони ({\displaystyle n}) перебували в тепловій рівновазі завдяки частим взаємоперетворенням, опосередкованим слабкими ядерними силами.
```
 

  

    

      

        
n

        
+

        

          
ν

          

            
e

          

        

        
↔

        
p

        
+

        

          
e

          

            
−

          

        

      

    

    
{\displaystyle n+\nu _{e}\leftrightarrow p+e^{-}}

  

```

```
 

  

    

      

        
n

        
+

        

          
e

          

            
+

          

        

        
↔

        
p

        
+

        

          

            

              
ν

              
¯

            

          

          

            
e

          

        

      

    

    
{\displaystyle n+e^{+}\leftrightarrow p+{\overline {\nu }}_{e}}

  

```

Ці реакції відбувалися за час, набагато менший за швидкість розширення Всесвіту, завдяки чому густини протонів і нейтронів підтримувалися в рівновазі у співвідношенні 1:1.

### Заморожування слабких взаємодій
Конкуренція між швидкістю слабкої взаємодії (Γ∼nσv) і швидкістю розширення Габбла (H) визначає заморожування (freeze-out). Коли Γ≪H, слабкі взаємодії ефективно припиняються, і відношення нейтронів до протонів (n/p) «застигає» на значенні, яке визначається фактором Больцмана при температурі вмороження:
```
  

  

    

      

        

          

            
n

            
p

          

        

        
∝

        

          
e

          

            
−

            
Δ

            
m

            

              
c

              

                
2

              

            

            

              
/

            

            

              
k

              

                
B

              

            

            
T

          

        

      

    

    
{\displaystyle {\frac {n}{p}}\propto e^{-\Delta mc^{2}/k_{B}T}}

  

```

де {\displaystyle \Delta mc^{2}=1.293} MeB - різниця мас нейтрона і протона, {\displaystyle k_{B}T=0.7} MeB  
При вморожуванні це дає відношення приблизно:
```
  

  

    

      

        

          

            
n

            
p

          

        

        
≈

        

          

            
1

            
6

          

        

      

    

    
{\displaystyle {\frac {n}{p}}\approx {\frac {1}{6}}}

  

```

Після заморожування нейтрони більше не поповнюються через слабкі взаємодії, а починають розпадатися на протони через бета-розпад:
```
 

  

    

      

        
n

        
→

        
p

        
+

        

          
e

          

            
−

          

        

        
+

        

          

            

              
ν

              
¯

            

          

          

            
e

          

        

      

    

    
{\displaystyle n\rightarrow p+e^{-}+{\overline {\nu }}_{e}}

  

```

Швидкість розпаду регулюється періодом напіврозпаду нейтрона, приблизно 880 секунд. На той час, коли Всесвіт досягнув умов, необхідних для нуклеосинтезу (приблизно {\displaystyle T\sim 0,1} МеВ, або через 3 хвилини після Великого вибуху), значна частина нейтронів розпалася. Це зменшило відношення нейтронів до протонів приблизно до:
```
  

  

    

      

        

          

            
n

            
p

          

        

        
≈

        

          

            
1

            
7

          

        

      

    

    
{\displaystyle {\frac {n}{p}}\approx {\frac {1}{7}}}

  

```

Коефіцієнт вимерзання закладає основу для утворення легких елементів під час нуклеосинтезу Великого вибуху.
Охолоджений до T∼0.1 МеВ Всесвіт  всесвіт забезпечив умови для зв’язування нуклонів (протонів і нейтронів) у легкі ядра. Основні ядерні реакції під час первинного нуклеосинтезу включали:
```
   Утворення дейтерію:  

  

    

      

        
p

        
+

        
n

        

          
→

          

            
2

          

        

        

          
H

        

        
+

        
γ

      

    

    
{\displaystyle p+n\rightarrow ^{2}{\text{H}}+\gamma }

  

   Утворення гелію-3:  

  

    

      

        

          

          

            
2

          

        

        

          
H

        

        
+

        
p

        

          
→

          

            
4

          

        

        

          
He

        

        
+

        
γ

      

    

    
{\displaystyle ^{2}{\text{H}}+p\rightarrow ^{4}{\text{He}}+\gamma }

  

 
   Утворення гелію-4:  

  

    

      

        

          

          

            
2

          

        

        

          
H

        

        

          
+

          

            
2

          

        

        

          
H

        

        
→

        

          
+

          

            
4

          

        

        

          
He

        

        
+

        
n

      

    

    
{\displaystyle ^{2}{\text{H}}+^{2}{\text{H}}\rightarrow +^{4}{\text{He}}+n}

  

```

Майже всі нейтрони були включені в {\displaystyle ^{4}He}, оскільки це найбільш стабільне легке ядро, тоді як протони здебільшого залишилися у вигляді ядер водню.
Відносна кількість легких елементів, синтезованих під час первинного нуклеосинтезу, була безпосередньо пов’язана з n/p співвідношення:
```
   водень (

  

    

      

        

          

          

            
1

          

        

      

    

    
{\displaystyle ^{1}}

  

H) : Приблизно 75% за масою, представляючи вільні протони, які не були включені до складу важчих ядер.
   Гелій-4 (

  

    

      

        

          

          

            
4

          

        

      

    

    
{\displaystyle ^{4}}

  

He) : Приблизно 25% за масою, оскільки майже всі доступні нейтрони поєднуються з протонами, утворюючи гелій.
   Дейтерій (

  

    

      

        

          

          

            
2

          

        

      

    

    
{\displaystyle ^{2}}

  

H) : незначні кількості (за чисельною щільністю, ∼2.5×10^−5 ), що представляє залишкові нейтрони та протони, які не утворили гелій.
   Гелій-3 (

  

    

      

        

          

          

            
3

          

        

      

    

    
{\displaystyle ^{3}}

  

He) і Літій-7 ( 

  

    

      

        

          

          

            
7

          

        

      

    

    
{\displaystyle ^{7}}

  

Li) : Ще менша кількість слідів, що відображає рідкість шляхів їх синтезу. 
```

Отриману масову частку гелію-4 можна оцінити за допомогою n/p співвідношення:  
```
  

  

    

      

        

          
Y

          

            
H

            
e

          

        

        
=

        

          

            

              
2

              
(

              
n

              

                
/

              

              
p

              
)

            

            

              
1

              
+

              
(

              
n

              

                
/

              

              
p

              
)

            

          

        

        
≈

        
0.25

      

    

    
{\displaystyle Y_{He}={\frac {2(n/p)}{1+(n/p)}}\approx 0.25}

  

```

## Спостережні підтвердження і проблеми
Спостереження над вмістом легких елементів пропонують суворі випробування стандартної космологічної моделі. Сучасні телескопи та спектроскопічні методи значно підвищили точність цих вимірювань:
- Дейтерій: спостерігається в системах поглинання квазарів із високим червоним зміщенням, кількість дейтерію дуже чутлива до щільності баріонів у Всесвіті. Поточні вимірювання тісно збігаються з прогнозами моделей первинного нуклеосинтезу, надаючи вагомі докази узгодженості n/p співвідношення із спостережуваним співвідношенням баріон-фотон. [4]
- Гелій-4:  Вимірювання гелію-4 в регіонах Всесвіту з низьким вмістом металу використовуються для висновку про первинний вміст гелію. Ці спостереження узгоджуються з прогнозами, але мають більшу невизначеність порівняно з вимірюваннями дейтерію.[5]
- Проблема літію-7: спостережувана кількість літію-7 у стародавніх зірках значно нижча (у 2–3 рази), ніж передбачення моделей первинного нуклеоситезу, ця розбіжність відома як «космологічна проблема літію». Це питання залишається невирішеним і може вказувати на прогалини в нашому розумінні ядерних реакцій, зоряних процесів або нової фізики за межами Стандартної моделі. [6]